# Ларрі Віт
Ларрі Віт (англ. Larry Wheat; (10 жовтня 1876 — 7 серпня 1963), також відомий як Лоуренс Віт) — американський актор німого та звукового кіно.

## Життєпис
Народився 20 жовтня 1876 року в Вілінгі, Західна Вірджинія, почав працювати у кіно у 1921 році, з допоміжної ролі у фільмі «Земля надії», де знявся Джейсон Робардс ст.. За свою 27-річну кар'єру з'явився в більш ніж 70 фільмах, зазвичай у малих та епізодичних ролях, багато з яких не зазначені у тітрах. Деякі з найвідоміших фільмів, в яких з'явилися Віт, включають: «Peck's Bad Boy» (1934), у головній ролі Джекі Купер; «Містер Дідс переїжджає до міста» (1936), режисера Френка Капри (у головних ролях Гері Купер та Джин Артур; «Великий Зігфільд» (1936, головні ролі виконали в головній ролі Вільям Пауелл та Мірна Лой. Найбільш помітною стала його роль у фільмі «Громадянин Кейн» (1941), режисера Орсона Веллса. Також знявся у класичному фільмі-нуар «Murder, My Sweet» (1944), режисера Едварда Дмитрика, у головній ролі Дік Павелл, Клер Тревор та Енн Ширлі, а також «Гвинтові сходи» (1946, у головних ролях Дороті Макгурі, Джордж Брент і Етель Баррімор). Остання роль Віта у фільмі 1947 року, «Кіллер Маккой» (у головних ролях Мікі Руні, Брайан Донлеві та Енн Блітт), яка не позначена у тітрах.
Ларрі Віт помер 7 серпня 1963 року в Лос-Анджелесі, штат Каліфорнія, і був похована на Голлівудському кладовищі Hollywood Forever.

## Вибрана фільмографія
- 1923 — Голлівуд
- 1923 — Пісня про любов
- 1934 — Студентське турне
- 1935 — Це витає в повітрі
- 1935 — Покажіть їм милосердя!
- 1936 — Великий Зігфільд
- 1941 — Громадянин Кейн
- 1942 — Моя дівчина Сел